# 鄭子壽
郑子寿（？—？），字邦德，浙江处州府缙云县军籍。

## 生平
天啓四年（1624年）甲子科順天鄉試举人，天啓五年（1625年）联捷乙丑科進士，授合肥县知县。著有《潄芳堂稿》、《易经心传㑹说》、《四书心传㑹说》。

## 家族
弟郑日强有《南华臆稿》、《杜诗注》、《四书镜》、《哦吟草》。
继室胡氏，郡城人，贞淑温良，动遵姆训。前室樊有子望龄，妾黄有子舜龄，俱在襁褓，胡字之一如己出，抚摩鞠育，极其慈爱，无论疾痛疴癢，即一涕唾间必为体察，二子亦忘其非胡出也，及就外傅，必考其肄习，二子髫龀屹有成立，乡党咸称为贤母。